# Uniwersytet Sussex

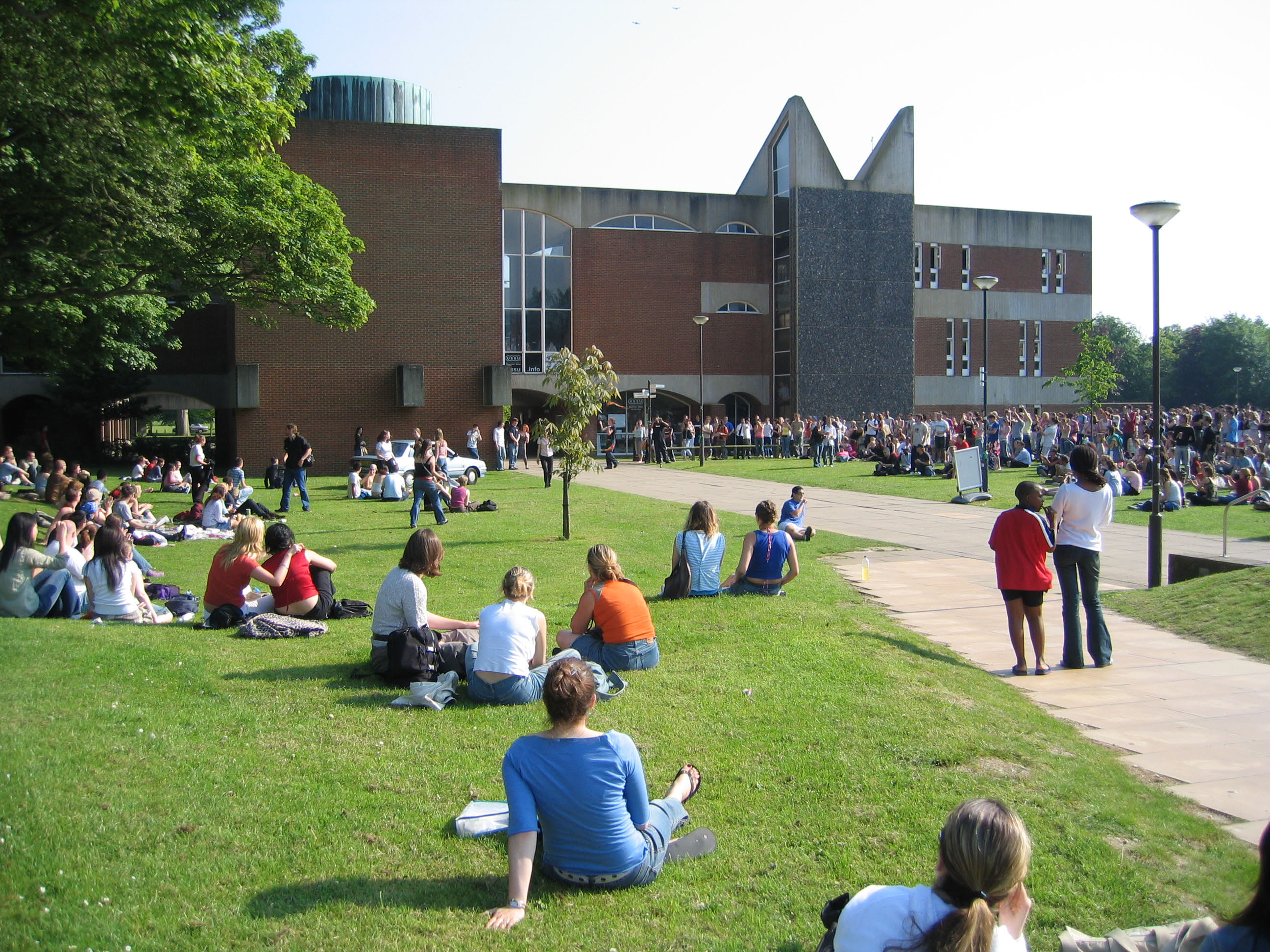
Falmer House

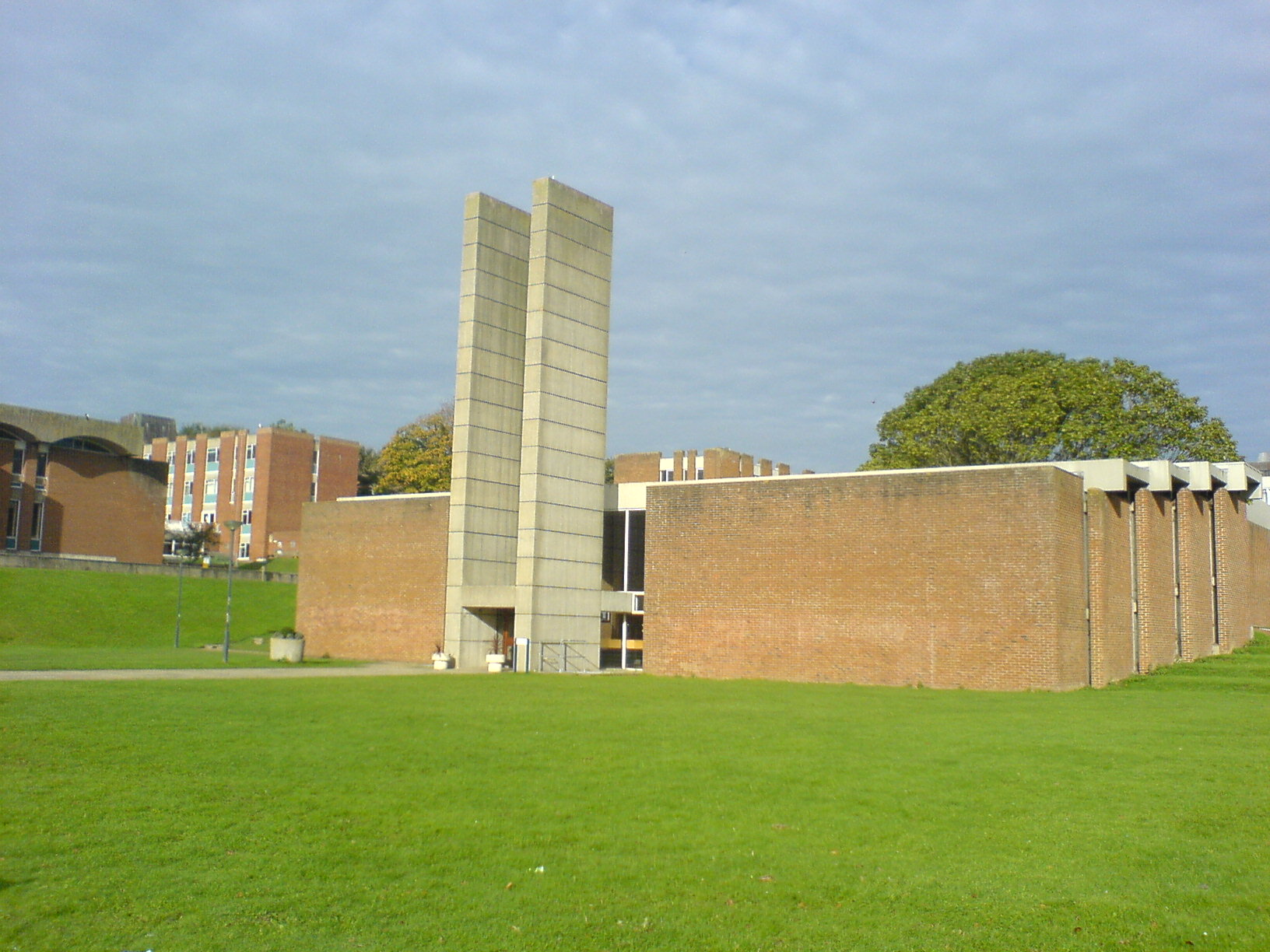
Budynek Arts A

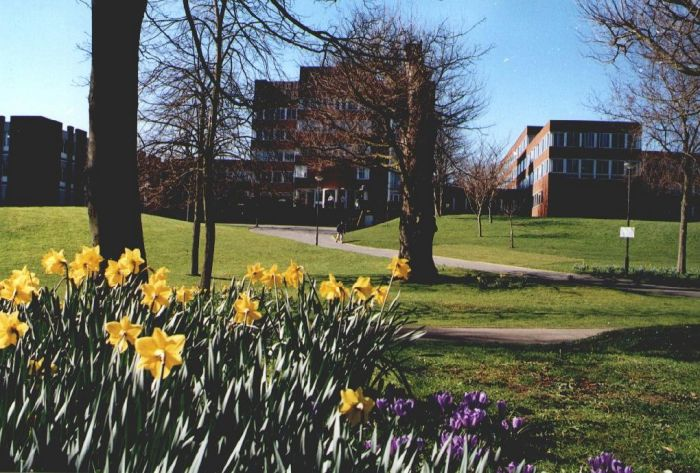
Budynek Arts B

Uniwersytet Sussex (ang. University of Sussex) – brytyjski uniwersytet państwowy położony w, niezamieszkanej wcześniej, dolinie w pobliżu dawnej wsi Falmer, należącej obecnie do aglomeracji Brighton w hrabstwie East Sussex w południowej Anglii. Uczelnia ta jako jedyna w Wielkiej Brytanii jest położona na terenach stanowiących fragment parku krajobrazowego – Sussex Downs.
Był pierwszym z serii nowych uniwersytetów brytyjskich wybudowanych w latach 60. XX wieku i jako taki stanowił wzorzec dla pozostałych. Podstawą jego struktury organizacyjnej nie są tradycyjne wydziały, lecz interdyscyplinarne „szkoły”, w ramach których można realizować wybrany kurs studiów, korzystając ze wszystkich oferowanych przez daną „szkołę” zajęć.
Uniwersytet Sussex na rok 2024 zajmuje 201-250 miejsce na świecie według Times Higher Education World University Rankings.

## Kampus
Kampus uniwersytetu został zaprojektowany przez Basila Spence'a i znajduje się blisko stacji kolejowej Falmer i autostrady A27. 
Wszystkie budynki uczelni znajdują się w jednej z zielonych, trawiastych dolin pagórkowatego terenu Sussex Downs i są wykonane w jednolitym stylu, w którym dają się zauważyć wpływy konstruktywizmu i ekspresjonizmu. Wszystkie budynki mają lico z czerwonej cegły, świadomie kontrastującej z zielonymi wzgórzami, zaś ich elementy konstrukcyjne są wykonane z białego betonu i mają kształt wywołujący określone skojarzenia – na przykład budynek Arts A posiada wykonane z betonu wejście imitujące bramkę boiska do gry w rugby. Falmer House jest wystylizowany w sposób przypominający aparat fotograficzny z fleszem. Plan całego kampusu, widocznego z powietrza, przypominał pierwotnie swoim kształtem siedzącego kota.
Kilku budynkom kampusu stowarzyszenia architektów przyznały nagrody. Falmer House otrzymał brązowy medal od Royal Institute of British Architects, a Meeting House nagrodę Civic Trust (w 1969). Wszystkie budynki w kampusie, autorstwa Basila Spence'a, zostały wpisane w 1993 na listę zabytków, zaś Falmer House i budynek Arts A otrzymały status zabytków klasy 1.

## Struktura uczelni
Uczelnia aktualnie składa się z siedmiu szkół, w ramach których prowadzone są dziesiątki kierunków dyplomowania. Są to: 
- Humanities (nauki humanistyczne)
- Life Sciences (nauki o życiu – biologia, biochemia itp.)
- Science and Technology (nauki przyrodniczo-matematyczne i technologia)
- Social Sciences and Cultural Studies (nauki społeczne i kulturoznawstwo)
- Science and Technology Policy Research (badania nad podstawami nauk przyrodniczo-matematycznych i technologii)
- Sussex Institute (pedagogika, edukacja, prawo, opieka społeczna)
- Brighton and Sussex Medical School (nauki medyczne)

Struktura uczelni jest nastawiona na prowadzenie interdyscyplinarnych kierunków nauczania, często organizowanych wspólnie przez dwie (czasem kilka) szkoły, oferujących kombinacje kwalifikacji poszukiwanych w danym okresie na rynku pracy. Przykładami są:
- fizyka i zarządzanie
- psychologia i programowanie komputerowe
- ekonomia i matematyka.

## Kadra i badania naukowe
Kadra posiada w swoim składzie dwóch laureatów Nagrody Nobla – Johna Cornfortha i Harolda Kroto – 15 członków Towarzystwa Królewskiego oraz sześciu członków Akademii Brytyjskiej. 
Pracownicy naukowi uczelni tworzą rocznie średnio 3000 publikacji naukowych. W 2006, według Institute for Scientific Information, Uniwersytet Sussex miał drugie miejsce spośród wszystkich brytyjskich uczelni pod względem średniego wskaźnika cytowań publikacji naukowych wydanych w latach 2001–2005.
Do silnych stron uczelni należą:
- badania chemiczne, w tym  nad fulerenami i związkami metaloorganicznymi
- zagadnienia społeczno-kulturowe związane z trzecim światem – uczelnia wykształciła kilkudziesięciu ministrów, premierów, prezydentów i dyplomatów krajów Wspólnoty Narodów, m.in. Thabo Mbeki i Musa Hitama
- badania na styku techniki i psychologii poznawczej
- badania związane z eksploracją kosmosu.